# Limonit
Limonit (prema grč. λεıμών: vlažna, travnata površina, jer limonit nerijetko leži na površini zemlje) je raširena željezna ruda, sastoji se u prvom redu od minerala getita (α-FeOOH), zatim hidrοhematita (Fe2O3 · xH2O) i lepidokrokita (γ-FeOOH). Svi ti minerali nastaju u egzogenim uvjetima (zbog vanjskih razloga ili uvjeta), i to oksidacijskim raspadanjem primarnih minerala poput pirita, siderita, magnetita, željezovitih silikata. Iz koloidnih otopina istaloženi gel prelazi starenjem ili blagom metamorfozom, potpuno ili djelomično, u spomenute mineralne faze. Poznate su i pseudomorfoze (izmjena jednoga minerala u drugi) po piritu i sideritu. 
Prema sastavu i količini vode limonit može biti crvenkaste, smeđe ili žute boje; čvrst je, rahao i zemljast. Zemljasti limonit žute boje zove se oker; od davnine se primjenjuje u fresko-slikarstvu, a i danas služi kao pigment u proizvodnji boja. Smeđa i žuta boja tla i smeđe prevlake minerala i stijena potječu od limonita. Najčešće se nalazi u željeznim sedimentnim orudnjenjima i mjestimično stvara velika ležišta i vrlo je važna ruda za dobivanje željeza. U Hrvatskoj ga ima ponešto na Kordunu i Banovini.

## Vanjske poveznice
|  | Zajednički poslužitelj ima stranicu o temi Limonit |